# 서울특별시립청소년미디어센터
서울특별시립청소년미디어센터(—特別市立靑少年—)는 서울특별시 용산구에 설립된 청소년 미디어 특성화 시설이다.